# Фернандо Белаунде Террі
Фернандо Белаунде Террі (ісп. Fernando Belaúnde Terry; 7 жовтня 1912, Ліма — 4 червня 2002) — перуанський архітектор і політик, двічі президент країни (у 1963—1968 та 1980—1985 роках).
Вперше зайняв посаду президента Перу в 1963—1968 роках. Саме тоді він вступив у конфлікт з компаніями, підтримуваними урядом США, які за безцінь використовували природні багатства країни. Потім він був усунений від влади армією, яка продовжила його політику в цьому плані. Вдруге займав найвищу посаду в державі у 1980—1985 роках. На президентських виборах 1989 року підтримав кандидатуру Маріо Варгаса Льйоси.